# 조우용
조우용은 대한민국의 희극 배우이다.

## 학력
- 예원예술대학교 코미디연기학

## 출연작

### 방송
- 웃찾사 (SBS)
- 코미디빅리그 (tvN)
  - 〈개인주의〉(2015년 1쿼터)
  - 〈국제시장 7080〉 진행자 역
  - 〈초저가 항공〉